# Zunzgen
Zunzgen (im hochalemannischen Oberbaselbieter Dialekt [ˈtsʊndsgə] Zunzge) ist eine Einwohnergemeinde im Bezirk Sissach des Schweizer Kantons Basel-Landschaft.

## Geographie

Historisches Luftbild aus 800 m von Walter Mittelholzer von 1922

Zunzgen liegt südlich von Sissach im Diegtertal am Ufer des Diegterbachs, eines Zuflusses der Ergolz. Die Gemeinde Zunzgen grenzt im Norden an Sissach, im Osten an Thürnen, im Süden an Tenniken, im Südwesten an Hölstein, im Westen an Ramlinsburg und im Nordwesten an Itingen. Das Wahrzeichen von Zunzgen ist der Büchel, ein ca. 30 m hoher Hügel.

## Politik
Der Gemeinderat (Exekutive) besteht aus sieben Stimmberechtigten. Gemeindepräsident (2024–2028) ist Hansruedi Wüthrich (Vereinigung Freie Wähler, Stand 2025).
Bei den Schweizer Parlamentswahlen 2023 betrugen die Wähleranteile in Zunzgen: SVP 40,0 % (2019 31,2 %), SP 22,4 % (22,6 %), FDP 11,1 % (13,3 %), Grüne 8,2 % (19,8 %), glp 7,0 % (4,4 %), Mitte 6,9 % (4,5 %), EVP 2,5 % (4,2 %), EDU 0,6 % (–).

## Geschichte
Die erste urkundliche Erwähnung des Dorfes erfolgte 1323 als Zunzkon, als Peter von Eptingen nebst anderem ein dort liegendes Landstück verkaufte. Der Ortsname ist ein lautlich abgeschliffener alemannischer ‑inghofen-Name. In der ersten Silbe steckt ein aufgrund der späten Erstüberlieferung nicht mehr eindeutig zu eruierender männlicher Personenname (Unzo? Sunzo?) und in der zweiten Silbe das eine Zugehörigkeit ausdrückende Suffix ‑ing sowie das Wort Höfe (im althochdeutschen Dativ Plural hofun), womit der Ortsname etwa «bei den Höfen der Leute des Unzo oder Sunzo» bedeutet.
Auf dem Gebiet der heutigen Gemeinde fand man Reste einer späthallstattzeitlichen Siedlung sowie fünf alemannische Reihengräber und drei frühmittelalterliche Gräber auf dem Zunzgerberg. Auf dem Büchel befand sich eine ab dem 9. Jahrhundert errichtete und wohl schon um 1100 verlassene Wehranlage (der Sage nach soll Attila der Hunnenkönig dort begraben sein). Im 13. Jahrhundert gehörte Zunzgen den Grafen von Habsburg-Laufenburg, deren Lehensleute zuerst die Edlen von Frick und ab 1406 die Herren von Eptingen waren. Zwischen 1461 und 1467 erwarb die Stadt Basel alle Rechte an Zunzgen und wies das Dorf dem Amt Farnsburg zu.
Um 1700 lebten ca. 200 Personen in Zunzgen, 1900 betrug die Bevölkerung 685. 1899 wurde die Basler Eisenmöbelfabrik gegründet, die im folgenden Jahrhundert der wichtigste Arbeitgeber des Dorfes wurde. Die Bevölkerung von Zunzgen wuchs in der ersten Hälfte des 20. Jahrhunderts noch gleichmässig an, 1956 wurden erstmals 1000 Bewohner gezählt. Seitdem stiegen die Bevölkerungszahlen erheblich an: 1970 zählte Zunzgen 1660 Einwohner, 1990 waren es 2349. Für Zuzüger ist Zunzgen vor allem durch seine Nähe und gute Verbindungen zu Basel interessant. Durch Zunzgen fliesst ein kleiner Bach, der Diegterbach. Er hat seinen Namen vom Nachbardorf Diegten, welches südlich von Zunzgen liegt. Der Diegterbach liegt in der Talsohle von Zunzgen.

## Wappen
Blasonierung
In goldenem Feld auf rotem Berg ein schwarzgemauerter Zinnenturm
Seit 1948 stellt das Wappen von Zunzgen den Heidenbüchel dar. Der Turm geht auf die einstige Burg von Zunzgen zurück. Die Zugehörigkeit zur ehemaligen Herrschaft Habsburg-Laufenburg wird durch die Farben Gelb und Rot zum Ausdruck gebracht.